# Нова уметност
Нова уметност, француска сецесија  "Art Nuoveau" (фр. нова уметност), је уметнички правац настао у Француској у другој половини 19. века и трајао је све до почетка 20. века. У другим земљама, овај правац се назива и сецесија. Сам појам „Арт Нуво“ долази од истоимене париске продавнице коју је водио један немачки емигрант. Сецесија је био први слог који није имао своју подлогу у светској историји односно није надовезивао на историјске стилове и због тога није био прихваћен од многих архитеката. У Француској су главни центри ове уметности били Нант и Париз.